# Панди Гечо
Панди Гечо (на албански: Pandi Geço) е албански географ. Известен е с физикогеографската регионализация на Албания, като разделя страната на четири физикогеографски области. Тази регионализация още се използва. Автор е на първите учебници по география в Албания.

## Биография
Роден е през 1913 година в Корча, Албания. Той е единственият син на Нико Гечо и Катерина Балаури. Получава основното си образование в родния си град Корча, където продължава своето средно и висше образование по френски език в Албанския национален лицей. През 1935 г. завършва обучението си в Лицея и започва да учи география в Париж, Франция. Завършва в Сорбоната през 1940 г. и през същата година се завръща в родния си град в Албания, където е назначен за учител в същия лицей, в който е учил.
По-късно се установява в Тирана. В периода 1948 – 1951 г. работи в първата следвоенна албанска научна институция – Института за изследвания, по-късно наречен Институт на науките.
През 1951 г. става професор по география във Висшия педагогически институт в Тирана. От 1956 до 1959 г. е част от Катедрата по геодезия във Факултета по строителство.
Между 1959 и 1965 г. ръководи Катедрата по география в Строителния факултет на Политехническия университет в Тирана. Чете лекции до 1974 г., когато прекратява преподавателската си дейност.
Провежда научни изследвания и публикува статии свързани с регионализацията на Албания, климатологията, демографията и икономическата география. От особена важност е „Изследвания върху географската регионализация на Албания“, където за първи път предлага географска регионализация на Албания. Разделя Албания на четири физикогеографски области: Севернопланинска, Централнопланинска, Западнонизинна и Южнопланинска. Тази регионализация продължава да се използва.
Анализира подробно демографското развитие на албанските градски и селски селища, особено на столицата Тирана. Участва в културния обмен с френски научни екипи в Албания.
Умира през ноември 1994 г. в Тирана.
Неговото име носи Албанската асоциация на географите.